# Liste des lieux patrimoniaux de la péninsule de Bonavista
Cet article recense les lieux patrimoniaux de la péninsule de Bonavista inscrits au répertoire des lieux patrimoniaux du Canada, qu'ils soient de niveau provincial, fédéral ou municipal. 
Pour plus de commodité, la liste des lieux patrimoniaux de Terre-Neuve-et-Labrador est divisée par région ou municipalités locales, étant donné qu'il existe plusieurs milliers de lieux patrimoniaux à Terre-Neuve-et-Labrador. Ceci est un choix rédactionnel et non pas officiel.

## Listes
- Saint-Jean de Terre-Neuve
- Péninsule d'Avalon (excluant Saint-Jean de Terre-Neuve)
- Péninsule de Bonavista
- Centre de Terre-Neuve
- Ouest de Terre-Neuve
- Labrador

- Haut – A
- B
- C
- D
- E
- F
- G
- H
- I
- J
- K
- L
- M
- N
- O
- P
- Q
- R
- S
- T
- U
- V
- W
- X
- Y
- Z
- 0-9

| [ 1 ] | Lieu patrimonial                                                                | Illustration                                                                | Municipalité                                                           | Adresse                                                                  | Coordonnées      | No    | Constr. | Prot.                                          | Rec. | Notes |
| ----- | ------------------------------------------------------------------------------- | --------------------------------------------------------------------------- | ---------------------------------------------------------------------- | ------------------------------------------------------------------------ | ---------------- | ----- | ------- | ---------------------------------------------- | ---- | ----- |
| P     | Adam Mouland Property Registered Heritage Structure                             | Téléverser                                                                  | Bonavista                                                              |                                                                          | 48.6561 -53.1057 | 8238  | 1913    | Registered Heritage Structure                  | 1995 |       |
| P     | Alexander Chapel of All Souls Mortuary Chapel                                   | Téléverser                                                                  | Bonavista                                                              |                                                                          | 48.6547 -53.1026 | 2191  | 1901    | Registered Heritage Structure                  | 1989 |       |
| M     | Alexander Mortuary Chapel of All Souls and Cemetery Municipal Heritage Site     | Alexander Mortuary Chapel of All Souls and Cemetery Municipal Heritage Site | Bonavista                                                              |                                                                          | 48.652 -53.1133  | 5868  | 1901    | Municipal Heritage Building, Structure or Land | 2006 |       |
| P     | Alexander and Jennie Templeman House                                            | Téléverser                                                                  | Bonavista                                                              |                                                                          | 48.6564 -53.1126 | 1849  | 1895    | Registered Heritage Structure                  | 1996 |       |
| M     | Alexander and Jennie Templeman House                                            | Alexander and Jennie Templeman House                                        | Bonavista                                                              |                                                                          | 48.6564 -53.1126 | 5942  |         | Municipal Heritage Building, Structure or Land | 2006 |       |
| P     | Bailey's Cove Church of England School                                          | Téléverser                                                                  | Bonavista                                                              |                                                                          | 48.6607 -53.1127 | 1847  | 1900    | Registered Heritage Structure                  | 1997 |       |
| M     | Bailey's Cove Church of England School                                          | Bailey's Cove Church of England School                                      | Bonavista                                                              |                                                                          | 48.6607 -53.1127 | 5940  |         | Municipal Heritage Building, Structure or Land | 2006 |       |
| P     | Phare du cap Bonavista                                                          | Phare du cap Bonavista                                                      | Bonavista                                                              |                                                                          | 48.7016 -53.0854 | 3060  | 1843    | Provincial Historic Site                       | 1970 |       |
| M     | Christ Church Churchyard Cemetery Municipal Heritage Site                       | Christ Church Churchyard Cemetery Municipal Heritage Site                   | Bonavista                                                              |                                                                          | 48.5677 -53.3344 | 5869  |         | Municipal Heritage Building, Structure or Land | 2006 |       |
| P     | Dugald Templeman House                                                          | Dugald Templeman House                                                      | Bonavista                                                              |                                                                          | 48.6571 -53.1133 | 15661 | 1895    | Registered Heritage Structure                  | 2009 |       |
| F     | Entrepôt de poissons Ryan                                                       | Entrepôt de poissons Ryan                                                   | Bonavista                                                              |                                                                          | 48.648 -53.1128  | 9929  | 1890    | Recognized Federal Heritage Building           | 1993 |       |
| P     | Heber John Abbott House                                                         | Heber John Abbott House                                                     | Bonavista                                                              |                                                                          | 48.6657 -53.1027 | 1883  | 1860    | Registered Heritage Structure                  | 1995 |       |
| M     | Heber John Abbott House                                                         | Heber John Abbott House                                                     | Bonavista                                                              |                                                                          | 48.6657 -53.1027 | 5944  |         | Municipal Heritage Building, Structure or Land | 2004 |       |
| P     | Henry Tremblett House                                                           | Téléverser                                                                  | Bonavista                                                              |                                                                          | 48.6595 -53.111  | 2079  | 1903    | Registered Heritage Structure                  | 1996 |       |
| M     | Henry Tremblett House                                                           | Henry Tremblett House                                                       | Bonavista                                                              |                                                                          | 48.6595 -53.111  | 5937  |         | Municipal Heritage Building, Structure or Land | 2006 |       |
| P     | James Groves House                                                              | James Groves House                                                          | Bonavista                                                              |                                                                          | 48.6567 -53.1152 | 1885  | 1900    | Registered Heritage Structure                  | 2004 |       |
| M     | James Groves House                                                              | James Groves House                                                          | Bonavista                                                              |                                                                          | 48.6567 -53.1152 | 5945  |         | Municipal Heritage Building, Structure or Land | 2006 |       |
| P     | James Ryan Tenement House                                                       | James Ryan Tenement House                                                   | Bonavista                                                              |                                                                          | 48.6475 -53.1123 | 2029  | 1880    | Registered Heritage Structure                  | 1998 |       |
| M     | James Ryan Tenement House                                                       | James Ryan Tenement House                                                   | Bonavista                                                              |                                                                          | 48.6475 -53.1123 | 6132  |         | Municipal Heritage Building, Structure or Land | 2006 |       |
| P     | Joseph and Selena Templeman Property                                            | Joseph and Selena Templeman Property                                        | Bonavista                                                              |                                                                          | 48.6581 -53.1139 | 1867  | 1877    | Registered Heritage Structure                  | 2003 |       |
| M     | Joseph and Selena Templeman Property                                            | Joseph and Selena Templeman Property                                        | Bonavista                                                              |                                                                          | 48.6581 -53.1139 | 6125  |         | Municipal Heritage Building, Structure or Land | 2006 |       |
| P     | Jubilee House                                                                   | Jubilee House                                                               | Bonavista                                                              |                                                                          | 48.6529 -53.1113 | 2138  | 1887    | Registered Heritage Structure                  | 2004 |       |
| M     | Jubilee House                                                                   | Jubilee House                                                               | Bonavista                                                              |                                                                          | 48.6529 -53.1113 | 5947  |         | Municipal Heritage Building, Structure or Land | 2006 |       |
| P     | Lawrence Cottage                                                                | Téléverser                                                                  | Bonavista                                                              |                                                                          | 48.6529 -53.1113 | 3595  | 1840    | Registered Heritage Structure                  | 2001 |       |
| M     | Lawrence Cottage                                                                | Lawrence Cottage                                                            | Bonavista                                                              |                                                                          | 48.6529 -53.1113 | 5939  |         | Municipal Heritage Building, Structure or Land | 2006 |       |
| F     | Établissement Ryan                                                              | Établissement Ryan                                                          | Bonavista                                                              | 2 Ryan's Hill                                                            | 48.6478 -53.113  | 4428  | 1952    | LHN                                            | 1987 |       |
| P     | Lockyer/Swyers House                                                            | Lockyer/Swyers House                                                        | Bonavista                                                              |                                                                          | 48.6522 -53.1107 | 1869  | 1911    | Registered Heritage Structure                  | 1999 |       |
| M     | Lockyer/Swyers House                                                            | Lockyer/Swyers House                                                        | Bonavista                                                              |                                                                          | 48.6522 -53.1107 | 5946  | 1911    | Municipal Heritage Building, Structure or Land | 2006 |       |
| P     | Loyal Orange Lodge LOL 4                                                        | Loyal Orange Lodge LOL 4                                                    | Bonavista                                                              |                                                                          | 48.6521 -53.1154 | 1882  | 1907    | Registered Heritage Structure                  | 1997 |       |
| M     | Loyal Orange Lodge LOL 4 Municipal Heritage Building                            | Loyal Orange Lodge LOL 4 Municipal Heritage Building                        | Bonavista                                                              |                                                                          | 48.6521 -53.1154 | 5941  | 1907    | Municipal Heritage Building, Structure or Land | 2006 |       |
| F     | Magasin Ryan et poissonnerie                                                    | Magasin Ryan et poissonnerie                                                | Bonavista                                                              |                                                                          | 48.6479 -53.1125 | 9932  | 1879    | Recognized Federal Heritage Building           | 1993 |       |
| F     | Magasin de détail Ryan                                                          | Magasin de détail Ryan                                                      | Bonavista                                                              |                                                                          | 48.648 -53.1124  | 9930  | 1874    | Recognized Federal Heritage Building           | 1993 |       |
| P     | Mockbeggar Plantation                                                           | Mockbeggar Plantation                                                       | Bonavista                                                              |                                                                          | 48.6562 -53.1143 | 4126  |         | Provincial Historic Site                       | 1987 |       |
| P     | Mockbeggar Plantation Fish Store                                                | Mockbeggar Plantation Fish Store                                            | Bonavista                                                              |                                                                          | 48.6562 -53.1143 | 4053  |         | Provincial Historic Site                       | 1987 |       |
| M     | Philip Templeman Building/Swyers General Store                                  | Philip Templeman Building/Swyers General Store                              | Bonavista                                                              |                                                                          | 48.6488 -53.1115 | 5948  |         | Municipal Heritage Building, Structure or Land | 2006 |       |
| P     | Philip Templeman Building/Swyers General Store                                  | Philip Templeman Building/Swyers General Store                              | Bonavista                                                              |                                                                          | 48.6488 -53.1115 | 1868  | 1915    | Registered Heritage Structure                  | 1996 |       |
| F     | Résidence Ryan                                                                  | Résidence Ryan                                                              | Bonavista                                                              |                                                                          | 48.6478 -53.1119 | 9931  | 1860    | ÉFP classé                                     | 1993 |       |
| M     | Samuel Abbott House and Fishing Premises                                        | Samuel Abbott House and Fishing Premises                                    | Bonavista                                                              |                                                                          | 48.6532 -53.1038 | 5933  |         | Municipal Heritage Building, Structure or Land | 2006 |       |
| P     | Samuel Abbott House and Fishing Premises Registered Heritage Structure          | Téléverser                                                                  | Bonavista                                                              |                                                                          | 48.6532 -53.1038 | 1938  |         | Registered Heritage Structure                  | 1998 |       |
| P     | Society of United Fishermen SUF Lodge 9                                         | Téléverser                                                                  | Bonavista                                                              |                                                                          | 48.6552 -53.1113 | 2104  | 1875    | Registered Heritage Structure                  | 1994 |       |
| M     | Society of United Fishermen SUF Lodge 9                                         | Society of United Fishermen SUF Lodge 9                                     | Bonavista                                                              |                                                                          | 48.6552 -53.1113 | 5938  |         | Municipal Heritage Building, Structure or Land | 2006 |       |
| M     | St. Joseph's Roman Catholic Cemetery                                            | St. Joseph's Roman Catholic Cemetery                                        | Bonavista                                                              |                                                                          | 48.6487 -53.1093 | 8242  |         | Municipal Heritage Building, Structure or Land | 2007 |       |
| P     | St. Joseph's Roman Catholic Church                                              | St. Joseph's Roman Catholic Church                                          | Bonavista                                                              |                                                                          | 48.6492 -53.1097 | 3945  |         | Registered Heritage Structure                  | 1999 |       |
| M     | St. Joseph's Roman Catholic Church                                              | St. Joseph's Roman Catholic Church                                          | Bonavista                                                              |                                                                          | 48.6492 -53.1097 | 6126  |         | Municipal Heritage Building, Structure or Land | 2006 |       |
| P     | St. Joseph's Roman Catholic Presbytery                                          | St. Joseph's Roman Catholic Presbytery                                      | Bonavista                                                              |                                                                          | 48.6492 -53.1097 | 2139  | 1901    | Registered Heritage Structure                  | 1994 |       |
| M     | St. Joseph's Roman Catholic Presbytery Municipal Heritage Building              | St. Joseph's Roman Catholic Presbytery Municipal Heritage Building          | Bonavista                                                              |                                                                          | 48.6492 -53.1097 | 5936  |         | Municipal Heritage Building, Structure or Land | 2006 |       |
| M     | William Alexander House                                                         | William Alexander House                                                     | Bonavista                                                              |                                                                          | 48.6521 -53.112  | 5873  | 1814    | Municipal Heritage Building, Structure or Land | 2006 |       |
| P     | William Alexander House                                                         | Téléverser                                                                  | Bonavista                                                              |                                                                          | 48.6521 -53.112  | 1846  |         | Registered Heritage Structure                  | 1986 |       |
| M     | William Ellis Saint House                                                       | William Ellis Saint House                                                   | Bonavista                                                              |                                                                          | 48.6458 -53.115  | 5943  | 1899    | Municipal Heritage Building, Structure or Land | 2006 |       |
| P     | William Pardy Property                                                          | William Pardy Property                                                      | Bonavista                                                              |                                                                          | 48.6446 -53.1145 | 8241  |         | Registered Heritage Structure                  | 2007 |       |
| F     | Édifice du gouvernement du Canada                                               | Téléverser                                                                  | Bonavista                                                              | 24-28 Church Street                                                      | 48.6533 -53.1116 | 9478  | 1952    | Recognized Federal Heritage Building           | 2000 |       |
| P     | Hezikiah House                                                                  | Hezikiah House                                                              | Bonne Bay                                                              | , Woody Point                                                            | 49.5006 -57.9191 | 2300  | 1858    | Registered Heritage Structure                  | 1997 |       |
| P     | Lord Nelson Loyal Orange Lodge LOL 149                                          | Lord Nelson Loyal Orange Lodge LOL 149                                      | Bonne Bay                                                              | , Woody Point                                                            | 49.5028 -57.9176 | 2177  | 1900    | Registered Heritage Structure                  | 1998 |       |
| P     | St. Patrick's Church                                                            | St. Patrick's Church                                                        | Bonne Bay                                                              | , Woody Point                                                            | 49.4998 -57.9202 | 2180  | 1875    | Registered Heritage Structure                  | 1991 |       |
| P     | William Ellis Saint House                                                       | Téléverser                                                                  | Bonavista                                                              |                                                                          | 48.6458 -53.115  | 2339  | 1899    | Registered Heritage Structure                  | 1995 |       |
| P     | The Currie Premises                                                             | Téléverser                                                                  | Britannia                                                              |                                                                          | 48.1461 -53.7207 | 2061  | 1921    | Registered Heritage Structure                  | 1996 |       |
| P     | Archibald Bennett House                                                         | Téléverser                                                                  | Brooklyn                                                               |                                                                          | 48.3826 -53.8679 | 2178  | 1890    | Registered Heritage Structure                  | 2000 |       |
| P     | St. Andrew's Anglican Church                                                    | St. Andrew's Anglican Church                                                | Brooklyn                                                               |                                                                          | 48.3967 -53.8699 | 1850  | 1879    | Registered Heritage Structure                  | 1992 |       |
| P     | William Pye House Registered Heritage Structure                                 | Téléverser                                                                  | Brooklyn                                                               |                                                                          | 48.3851 -53.8718 | 10172 | 1890    | Registered Heritage Structure                  | 2002 |       |
| F     | Hangar 7 de l'Aviation royale du Canada                                         | Téléverser                                                                  | Canadian Forces Base Goose Bay / Base des Forces canadiennes Goose Bay |                                                                          | 53.298 -60.3527  | 10870 | 1955    | Recognized Federal Heritage Building           | 2004 |       |
| P     | Cape Anguille Lightkeeper's Residence                                           | Cape Anguille Lightkeeper's Residence                                       | Cap Anguille                                                           |                                                                          | 47.9 -59.4107    | 2090  | 1908    | Registered Heritage Structure                  | 2003 |       |
| F     | Phare de Cap d'Espoir                                                           | Phare de Cap d'Espoir                                                       | Cap d'Espoir                                                           | Blackhead Road / Route 11                                                | 47.521 -52.6261  | 7404  | 1835    | LHN                                            | 1962 |       |
| P     | St. Peter's Anglican Church                                                     | St. Peter's Anglican Church                                                 | Catalina                                                               |                                                                          | 48.5174 -53.0814 | 2106  | 1863    | Registered Heritage Structure                  | 1987 |       |
| M     | Clarenville Railway Station                                                     | Clarenville Railway Station                                                 | Clarenville                                                            |                                                                          | 48.1725 -53.9632 | 7280  | 1942    | Municipal Heritage Building, Structure or Land | 2007 |       |
| M     | Shoal Harbour Methodist Cemetery Municipal Heritage Site                        | Téléverser                                                                  | Clarenville                                                            |                                                                          | 48.1894 -53.9675 | 14412 |         | Municipal Heritage Building, Structure or Land | 2008 |       |
| P     | Christ Church                                                                   | Téléverser                                                                  | Clarke's Head                                                          |                                                                          | 49.2968 -54.4938 | 4062  | 1910    | Registered Heritage Structure                  | 1990 |       |
| P     | James Leo Harty House and Outbuildings                                          | Téléverser                                                                  | Duntara                                                                |                                                                          | 48.6021 -53.3701 | 2023  | 1908    | Registered Heritage Structure                  | 2000 |       |
| M     | Band of Hope Loyal Orange Lodge LOL 1402                                        | Band of Hope Loyal Orange Lodge LOL 1402                                    | Elliston                                                               |                                                                          | 48.6335 -53.0439 | 8002  |         | Municipal Heritage Building, Structure or Land | 2007 |       |
| M     | Dan Goodland Downstairs Root Cellar                                             | Dan Goodland Downstairs Root Cellar                                         | Elliston                                                               |                                                                          | 48.6327 -53.0337 | 7472  | 1915    | Municipal Heritage Building, Structure or Land | 2007 |       |
| M     | Elliston United Church                                                          | Elliston United Church                                                      | Elliston                                                               |                                                                          | 48.6333 -53.0415 | 7476  | 1902    | Municipal Heritage Building, Structure or Land | 2007 |       |
| M     | George Pearce Root Cellar Municipal Heritage Structure                          | Téléverser                                                                  | Elliston                                                               |                                                                          | 48.6578 -52.7817 | 7474  | 1859    | Municipal Heritage Building, Structure or Land | 2007 |       |
| P     | James Ryan Shop                                                                 | James Ryan Shop                                                             | Elliston                                                               |                                                                          | 48.6339 -53.0391 | 2301  | 1900    | Registered Heritage Structure                  | 1998 |       |
| M     | James Ryan Shop                                                                 | James Ryan Shop                                                             | Elliston                                                               |                                                                          | 48.6339 -53.0391 | 7479  |         | Municipal Heritage Building, Structure or Land | 2004 |       |
| M     | Jim Goodland Upstairs Root Cellar                                               | Jim Goodland Upstairs Root Cellar                                           | Elliston                                                               |                                                                          | 48.6232 -53.0174 | 7473  | 1915    | Municipal Heritage Building, Structure or Land | 2007 |       |
| P     | Robert Tilley House                                                             | Robert Tilley House                                                         | Elliston                                                               |                                                                          | 48.6342 -53.0391 | 3758  | 1860    | Registered Heritage Structure                  | 1985 |       |
| M     | Robert Tilley House                                                             | Robert Tilley House                                                         | Elliston                                                               |                                                                          | 48.6342 -53.0391 | 7478  | 1860    | Municipal Heritage Building, Structure or Land | 2007 |       |
| P     | St. Mary's Anglican Church                                                      | St. Mary's Anglican Church                                                  | Elliston                                                               |                                                                          | 48.633 -53.0433  | 1854  | 1875    | Registered Heritage Structure                  | 1986 |       |
| M     | St. Mary's Anglican Church and Cemetery                                         | St. Mary's Anglican Church and Cemetery                                     | Elliston                                                               |                                                                          | 48.633 -53.0433  | 7477  | 1875    | Municipal Heritage Building, Structure or Land | 2007 |       |
| M     | Tom Porter Root Cellar Municipal Heritage Structure                             | Téléverser                                                                  | Elliston                                                               |                                                                          | 48.6322 -53.0366 | 7496  | 1879    | Municipal Heritage Building, Structure or Land | 2007 |       |
| P     | All Saints Anglican Church Registered Heritage Structure                        | Téléverser                                                                  | English Harbour                                                        |                                                                          | 48.3722 -53.264  | 3760  | 1889    | Registered Heritage Structure                  | 2005 |       |
| F     | Tour de phare                                                                   | Téléverser                                                                  | Green Island                                                           |                                                                          | 48.5042 -53.0443 | 4761  | 1908    | Recognized Federal Heritage Building           | 1990 |       |
| F     | Tour de phare                                                                   | Téléverser                                                                  | Green Point                                                            |                                                                          | 48.5042 -53.0436 | 4760  | 1883    | Recognized Federal Heritage Building           | 1990 |       |
| P     | William (Billy) Wheeler House Registered Heritage Structure                     | Téléverser                                                                  | Keels                                                                  |                                                                          | 48.6054 -53.4086 | 8240  |         | Registered Heritage Structure                  | 2007 |       |
| P     | Monks House                                                                     | Téléverser                                                                  | King's Cove                                                            |                                                                          | 48.5671 -53.3365 | 2231  | 1850    | Registered Heritage Structure                  | 1990 |       |
| F     | Tour de phare                                                                   | Téléverser                                                                  | King's Cove Head                                                       |                                                                          | 48.5756 -53.323  | 3976  | 1894    | Recognized Federal Heritage Building           | 1990 |       |
| F     | Tour de phare                                                                   | Téléverser                                                                  | Little Denier Island                                                   |                                                                          | 48.6847 -53.5983 | 3977  | 1888    | Recognized Federal Heritage Building           | 1990 |       |
| P     | Edwin and Priscilla Miller House                                                | Téléverser                                                                  | New Bonaventure                                                        |                                                                          | 48.2883 -53.45   | 2093  | 1917    | Registered Heritage Structure                  | 2003 |       |
| P     | Benjamin Barbour House                                                          | Téléverser                                                                  | New-Wes-Valley                                                         |                                                                          | 49.2018 -53.5154 | 2201  | 1875    | Registered Heritage Structure                  | 1986 |       |
| F     | Feu inférieur                                                                   | Téléverser                                                                  | Newfoundland and Labrador                                              |                                                                          | 51.8828 -55.3861 | 3628  | 1908    | Recognized Federal Heritage Building           | 1990 |       |
| F     | Phare                                                                           | Téléverser                                                                  | North Head                                                             |                                                                          | 47.5486 -53.183  | 3992  | 1885    | Recognized Federal Heritage Building           | 1990 |       |
| F     | Tour de phare                                                                   | Téléverser                                                                  | Notre Dame Bay                                                         |                                                                          | 49.6888 -54.5553 | 3909  | 1894    | Recognized Federal Heritage Building           | 1989 |       |
| M     | Old Church of England Cemetery Municipal Heritage Site                          | Téléverser                                                                  | Parson's Pond                                                          |                                                                          | 50.0353 -57.7115 | 8333  |         | Municipal Heritage Building, Structure or Land | 2007 |       |
| P     | Factory/Advocate Building                                                       | Factory/Advocate Building                                                   | Port Union                                                             |                                                                          | 48.4987 -53.0811 | 2148  | 1920    | Registered Heritage Structure                  | 2002 |       |
| M     | Factory/Advocate Building Municipal Heritage Building                           | Téléverser                                                                  | Port Union                                                             |                                                                          | 48.4987 -53.0811 | 5977  | 1920    | Municipal Heritage Building, Structure or Land | 2006 |       |
| P     | Fishermen's Union Trading Company Retail Store                                  | Fishermen's Union Trading Company Retail Store                              | Port Union                                                             |                                                                          | 48.4991 -53.0816 | 7782  | 1946    | Registered Heritage Structure                  | 2007 |       |
| P     | Fishermen's Union Trading Company Salt Fish Plant                               | Fishermen's Union Trading Company Salt Fish Plant                           | Port Union                                                             |                                                                          | 48.4993 -53.0819 | 7781  | 1946    | Registered Heritage Structure                  | 2007 |       |
| F     | Lieu historique national du Canada de l'Arrondissement-Historique-de-Port Union | Téléverser                                                                  | Port Union                                                             | Harbour Front, Reid Road, Coaker Road and the Power Station              | 48.5 -53.0833    | 7657  | 1925    | National Historic Site of Canada               | 1998 |       |
| P     | Port Union Hydro-Electric Generating Station                                    | Port Union Hydro-Electric Generating Station                                | Port Union                                                             |                                                                          | 48.4981 -53.0898 | 4365  | 1918    | Registered Historic Site                       | 1985 |       |
| P     | Port Union Registered Heritage District                                         | Téléverser                                                                  | Port Union                                                             |                                                                          | 48.4986 -53.0811 | 10189 |         | Registered Heritage District                   | 2007 |       |
| P     | John Hancock House                                                              | Téléverser                                                                  | Portland                                                               |                                                                          | 48.4167 -53.8167 | 2303  | 1935    | Registered Heritage Structure                  | 2003 |       |
| F     | Tour de phare                                                                   | Téléverser                                                                  | Random Head                                                            |                                                                          | 48.098 -53.5472  | 3993  | 1894    | Recognized Federal Heritage Building           | 1990 |       |
| P     | John Quinton Limited Post Office Registered Heritage Structure                  | Téléverser                                                                  | Red Cliffe                                                             |                                                                          | 48.5752 -53.4943 | 2336  |         | Registered Heritage Structure                  | 1994 |       |
| P     | John Quinton Limited Residence Registered Heritage Structure                    | Téléverser                                                                  | Red Cliffe                                                             |                                                                          | 48.5752 -53.4943 | 2337  | 1884    | Registered Heritage Structure                  | 1994 |       |
| P     | John Quinton Limited Shop Registered Heritage Structure                         | Téléverser                                                                  | Red Cliffe                                                             |                                                                          | 48.5752 -53.4943 | 2338  |         | Registered Heritage Structure                  | 1994 |       |
| P     | John Quinton Limited - Fish Store and Salt Store                                | Téléverser                                                                  | Redcliffe                                                              |                                                                          | 48.5752 -53.4943 | 2335  | 1850    | Registered Heritage Structure                  | 1994 |       |
| F     | Phare de Lobster Cove Head                                                      | Phare de Lobster Cove Head                                                  | Rocky Harbour                                                          | Lobster Cove Head Lightstation                                           | 49.6894 -57.7389 | 4813  | 1897    | ÉFP reconnu                                    | 1990 |       |
| F     | Édifice fédéral du patrimoine reconnu Phare de cap Pine                         | Téléverser                                                                  | St. Shott's                                                            |                                                                          | 46.6172 -53.5325 | 3634  | 1851    | Recognized Federal Heritage Building           | 1989 |       |
| P     | Campbell House                                                                  | Campbell House                                                              | Trinity                                                                |                                                                          | 48.3678 -53.3606 | 2075  | 1840    | Registered Heritage Structure                  | 1991 |       |
| P     | Church of the Most Holy Trinity                                                 | Church of the Most Holy Trinity                                             | Trinity                                                                |                                                                          | 48.3679 -53.3584 | 3756  | 1880    | Registered Heritage Structure                  | 2004 |       |
| P     | Coleman / Jenkins Commercial Establishment                                      | Coleman / Jenkins Commercial Establishment                                  | Trinity                                                                |                                                                          | 48.3673 -53.357  | 2311  |         | Registered Heritage Structure                  | 1999 |       |
| P     | Grant's Stage                                                                   | Grant's Stage                                                               | Trinity                                                                |                                                                          | 48.3673 -53.357  | 2313  |         | Registered Heritage Structure                  | 1999 |       |
| P     | Green Family Forge                                                              | Green Family Forge                                                          | Trinity                                                                |                                                                          | 48.3706 -53.36   | 2116  | 1900    | Registered Heritage Structure                  | 1991 |       |
| P     | Hiscock House (Mountain Ash Villa)                                              | Hiscock House (Mountain Ash Villa)                                          | Trinity                                                                |                                                                          | 48.3706 -53.3585 | 3757  | 1881    | Provincial Historic Site                       | 1986 |       |
| P     | Lester-Garland Premises                                                         | Lester-Garland Premises                                                     | Trinity                                                                |                                                                          | 48.3722 -53.3599 | 3753  |         | Provincial Historic Site                       | 1979 |       |
| P     | Methodist Schoolhouse / SUF Hall                                                | Téléverser                                                                  | Trinity                                                                |                                                                          | 48.3671 -53.3587 | 3658  | 1850    | Provincial Historic Site                       | 1987 |       |
| P     | St. Paul's Anglican School                                                      | St. Paul's Anglican School                                                  | Trinity                                                                |                                                                          | 48.3697 -53.3598 | 4016  | 1910    | Registered Heritage Structure                  | 1989 |       |
| P     | Trinity Courthouse, Gaol and General Building                                   | Trinity Courthouse, Gaol and General Building                               | Trinity                                                                |                                                                          | 48.3724 -53.36   | 2115  | 1903    | Registered Heritage Structure                  | 1998 |       |
| P     | Trinity Harbour Provincial Historic Site                                        | Trinity Harbour Provincial Historic Site                                    | Trinity                                                                |                                                                          | 48.3665 -53.3485 | 3596  |         | Provincial Historic Site                       | 1977 |       |
| M     | Trinity Heritage Area Municipal Heritage District (2007)                        | Téléverser                                                                  | Trinity                                                                |                                                                          | 48.3656 -53.3577 | 12062 |         | Municipal Heritage Building, Structure or Land | 2008 |       |
| M     | Trinity Historic Area                                                           | Téléverser                                                                  | Trinity                                                                |                                                                          | 48.3656 -53.3577 | 5263  |         | Municipal Heritage Building, Structure or Land | 1993 |       |
| P     | Gover House                                                                     | Gover House                                                                 | Trinity (Trinity Bay)                                                  |                                                                          | 48.3678 -53.3606 | 2298  | 1840    | Registered Heritage Structure                  | 1993 |       |
| P     | Mortuary Chapel                                                                 | Mortuary Chapel                                                             | Trinity (Trinity Bay)                                                  | Route 239                                                                | 48.3712 -53.3676 | 2319  | 1880    | Registered Heritage Structure                  | 1999 |       |
| P     | Nathanial Morris House                                                          | Nathanial Morris House                                                      | Trinity (Trinity Bay)                                                  |                                                                          | 48.3673 -53.3609 | 2299  | 1878    | Registered Heritage Structure                  | 1994 |       |
| P     | Slade House                                                                     | Slade House                                                                 | Trinity (Trinity Bay)                                                  |                                                                          | 48.3699 -53.3634 | 2077  | 1840    | Registered Heritage Structure                  | 1993 |       |
| P     | St. Paul's Anglican Church                                                      | St. Paul's Anglican Church                                                  | Trinity (Trinity Bay)                                                  |                                                                          | 48.3691 -53.3582 | 2330  | 1894    | Registered Heritage Structure                  | 1987 |       |
| P     | The Parish Hall                                                                 | The Parish Hall                                                             | Trinity (Trinity Bay)                                                  |                                                                          | 48.3724 -53.36   | 2320  | 1905    | Registered Heritage Structure                  | 2004 |       |
| P     | Trinity Train Loop                                                              | Trinity Train Loop                                                          | Trinity (Trinity Bay)                                                  |                                                                          | 48.384 -53.3255  | 2175  | 1910    | Registered Heritage Structure                  | 1988 |       |
| M     | Port Union Municipal Heritage District                                          | Port Union Municipal Heritage District                                      | Trinity Bay North                                                      |                                                                          | 48.4986 -53.0811 | 5328  | 1925    | Municipal Heritage Building, Structure or Land | 2005 |       |
| P     | Evelley House                                                                   | Evelley House                                                               | Trinity East                                                           |                                                                          | 48.3799 -53.3476 | 2626  |         | Registered Heritage Structure                  | 1998 |       |
| P     | Lawlor House                                                                    | Téléverser                                                                  | Trinity East                                                           |                                                                          | 48.3794 -53.346  | 2297  | 1871    | Registered Heritage Structure                  | 1996 |       |
| F     | Phare de West Point                                                             | Téléverser                                                                  | West Point                                                             | West Point Lightstation, Francois, West Point, Newfoundland and Labrador | 47.562 -56.7344  | 12954 | 1966    | Recognized Federal Heritage Building           | 2007 |       |